# The Sims 2: Путешествия
The Sims 2: Путешествия (англ. The Sims 2 Bon Voyage) — шестое дополнение к  компьютерной игре The Sims 2 в жанре симулятор жизни, которое вышло 4 сентября 2007 года. Ключевая особенность дополнения — возможность отправляться в путешествия.
Для запуска дополнения требуется наличие оригинальной версии игры. Дополнение стало бестселлером и по итогам 2007 года, заняло 8-e место среди самых продаваемых игр в США. В России игра вышла 18 октября 2007 года, русской локализацией занималась компания СофтКлаб.
Критики в основном положительно отозвались о дополнении, назвав его красочным и увлекательным, однако отметили недостаточное расширение базового геймплея, дороговизну поездки и высокие системные требования, не соответствующие прописанным на упаковке.

## Путешествия
Для поездки в отпуск были добавлены три региона: тропический Остров Твикки, горный Озёрный Край, и азиатское селение Деревня Такемицу. Твикки представляет собой зелёный оазис, где можно загорать на пляже, исследовать руины или корабль. В горах Озерного Края можно устроиться жить на природе в палатке, соревноваться, кто дольше удержится на плавающем бревне или метать топор наподобие дротиков. В азиатской деревне Такемицу можно обучиться церемонии чаепития или боевому искусству, поиграть в маджонг, медитировать в саду камней и научиться телепортации.
Помимо этого, можно создать своё место отдыха. Заказать путешествие можно по телефону, выбрав регион, длительность путешествия и место проживания (отель или купленная дача). Домашние питомцы и младенцы самостоятельно не могут отправиться в путешествие, для них следует вызвать няню. Симы останавливаются жить в отеле, которые разнятся в своей комфортности в зависимости от цены.
В каждой локации можно купить сувениры, выучить местное приветствие, национальный танец, попробовать традиционные блюда и обучиться новой технике массажа. Помимо того, на общественных участках можно заказывать дневные туры по осмотру достопримечательностей, которые могут принести дополнительный навык или же наоборот, лишить сима навыка или хорошего настроения. В каждом регионе существует один секретный участок, куда можно попасть лишь после нахождения карты с обозначением места.
В случае удачной поездки симы могут получить временные бонусы, такие как дополнительное желание или привлекательность для противоположного пола. Менее удачное путешествие может быть наказано джетлагом. Вдобавок ко всему симы могут заказывать фотоальбом с фотографиями, сделанными во время отдыха.
Как и в предыдущих дополнениях, вместе с «The Sims 2: Путешествия» было добавлено новое существо — снежный человек, который является не игровым персонажем. Его можно найти на секретном участке в Озёрном Крае, который является одним из мест отдыха. Если развить с ним хорошие отношения, то можно пригласить в свою семью.

## Разработка и выход
По словам Рода Хамбла, изначальная идея дополнения заключалась в возможности посетить в качестве туриста места с иной культурой. Для этого была избрана тематика дальневосточного городка, тропического оазиса и северной горной местности. При создании отелей, был использован тот же движок, что и при создании общежитий для дополнения «Университет». Также разработчики учитывали совместимость с предыдущими дополнениями к The Sims 2, например погодные условия разнятся в зависимости от локаций; в тропическом курорте не бывает зимы и наоборот, на горной местности много снега. Помимо этого, разработчики при наличии дополнения «Бизнес», хотели также внедрить возможность заниматься отельным бизнесом, но по словам Хамбла, на это не хватило времени разработки, так как не стояло в приоритете.
Впервые анонс дополнения состоялся 24 мая 2007 года. Одновременно к выпуску готовились независимые от The Sims 2 игры — The Sims 2: Castaway для игровых приставок и The Sims Castaway Stories, затрагивающие тему выживания на тропическом необитаемом острове. Хотя тема «Путешествий» и Castaway Stories разная, в них обоих затрагивается тема тропиков и также присутствуют множество одинаковых игровых ассетов. Если первые две игры имеют сюжетную линию и сконцентрированы вокруг выживания на необитаемом острове, то основная тема одного из миров в «Путешествииях» — это возможность наслаждаться тропическим миром, не умирая от голода. В июле 2007 года состоялся закрытый показ игр для представителей крупнейших фанатских sims-сообществ из разных стран. 10 августа 2007 появилась возможность совершить предзаказ дополнения.
Дополнение вышло 4 сентября 2007 года в США, 6 сентября в Европе и 18 октября того же года в России. Русской локализацией занималась компания СофтКлаб. 10 декабря была выпущена версия для операционной системы Mac OS X. Расширение стало самой продаваемой игрой для ПК в Австралии в начале сентября 2007 года. По итогам 2007 года, «Путешествие» заняло 8-е место в списке игр-бестселлеров для ПК с проданными 271 000 копиями, уступив базовой The Sims 2 и предыдущему дополнению «Времена Года».
16 июля 2014 года дополнение было выпущено в составе сборника The Sims 2 Ultimate Collection и было временно и бесплатно доступно для скачивания в Origin, а 7 августа того же года в составе коллекции The Sims 2 Super Collection для операционной системы Mac OS X.

### Споры вокруг DRM-защиты
«Путешествия» стала первым дополнением к The Sims с внедрённой системой защиты от цифрового копирования SecuROM. В 2000-е годы компьютерные игры продавались на физических носителях — дисках. Данная система была реализована так, чтобы игру можно было устанавливать ограниченное количество раз при введение ключа продукта. 
Данный факт вызвал массовую гневную реакцию у игроков, игровое сообщество заявляло, что данная защита была неоправданно строгой главным образом против людей, купивших лицензионные копии. Работа SecuROM была похожа шпионское ПО или руткиты, у некоторых пользователей переставали работать дисководы, так как SecuROM ошибочно распознавал в них эмуляторы, также у пользователей переставали работать брандмауэры.
В октябре 2008 года женщина, купившая дополнение «Путешествия» подала коллективный иск против EA Games, сообщив, что после установки SecuROM её компьютер перестал распознавать диски, флеш-накопители и iPod. Она обвинила EA в мошенничестве, «безнравственном, неэтичном, репрессивном и недобросовестном» поведении к игрокам. Это был один из четырёх исков, поданных в сентябре, октябре и ноябре 2008 года против EA, которая внедряла SecuROM в другие игры-новинки, например Spore. 
Вышеописанные споры привели к тому, что EA постепенно отказалась от внедрения SecuROM в свои игры, хотя следующие дополнения выпускались с защитой SecuROM, от неё отказались в The Sims 3.

## Музыка
| Стивен Марли                                                                                      | Демиан Марли | Зигги Марли |
| Для дополнения свои песни на симлише записывали сыновья Боба Марли — Стивен, Демиан и Зигги Марли |              |             |

Фоновую музыку к дополнению написал Силас Хайт. Продолжая традицию предыдущих дополнений, вместе с дополнением «The Sims 2: Путешествия» были добавлены ряд известных синглов, переписанных на симлише с участием музыкантов, включая Дамиана, Стивена и Зигги Марли, трёх сыновей известного регги-исполнителя Боба Марли и других музыкантов, исполняющих этническую музыку. В частности, в игру были добавлены новые музыкальные каналы в жанрах биг-бенд, регги, сёрф-рок и этно. Каналы можно слушать в режиме жизни, если на участке включить музыкальные колонки.
| №                   | Название                               | Автор(ы)                    | жанр/звучит вː            | Длительность |
| ------------------- | -------------------------------------- | --------------------------- | ------------------------- | ------------ |
| 1.                  | «Sims Holidaze»                        | Марк Мазерсбо               | режим строительства       | 2:02         |
| 2.                  | «Sail Away Sim»                        | Марк Мазерсбо               | режим покупки             | 2:02         |
| 3.                  | «The Sim From Ipanema»                 | Марк Мазерсбо               | режим редактора персонажа | 1:58         |
| 4.                  | «Hey Baby»                             | Electronic Arts             | Биг-бенд                  | 2:53         |
| 5.                  | «Midnight Serenade»                    | Electronic Arts             | Биг-бенд                  | 4:12         |
| 6.                  | «Neo Swing»                            | Electronic Arts             | Биг-бенд                  | 2:12         |
| 7.                  | «Old New York»                         | Electronic Arts             | Биг-бенд                  | 3:30         |
| 8.                  | «Angels»                               | Hope                        | поп                       | 5:22         |
| 9.                  | «When Love Walks Away»                 | Джинни Ортега               | поп                       | 3:21         |
| 10.                 | «Wanna Fly»                            | Vassy                       | поп                       | 3:09         |
| 11.                 | «Keep Me In Your Pocket»               | Шарлотта Мартин             | поп                       | 3:14         |
| 12.                 | «Love Is Wicked»                       | Brick & Lace                | поп                       | 3:39         |
| 13.                 | «Welcome to Jamrock»                   | Дэмиан Марли                | регги                     | 3:21         |
| 14.                 | «Sweet Music»                          | Hawk                        | регги                     | 3:22         |
| 15.                 | «Backyard»                             | Mad Caddies                 | регги                     | 3:05         |
| 16.                 | «Mind Control»                         | Стивен Марли                | регги                     | 4:16         |
| 17.                 | «The Traffic Jam»                      | Дэмиан Марли и Стивен Марли | регги                     | 3:40         |
| 18.                 | «Make Some Music»                      | Зигги Марли                 | регги                     | 4:18         |
| 19.                 | «Guitar Fiction»                       | Electronic Arts             | сёрф-рок                  | 2:21         |
| 20.                 | «Guitar Tsunami»                       | Electronic Arts             | сёрф-рок                  | 1:40         |
| 21.                 | «Suntan Simanic»                       | Electronic Arts             | сёрф-рок                  | 3:11         |
| 22.                 | «Surf Guitar A Gogo»                   | Electronic Arts             | сёрф-рок                  | 1:48         |
| 23.                 | «Surfs Up»                             | Electronic Arts             | сёрф-рок                  | 2:19         |
| 24.                 | «Bom Dia Rio»                          | Bossacucanova               | этно                      | 3:09         |
| 25.                 | «Tum Bin Shyam»                        | Хеб и Саббах                | этно                      | 6:51         |
| 26.                 | «Scalliwag»                            | Gaelic Storm                | этно                      | 3:24         |
| 27.                 | «Funky Nawari»                         | Джеф Скотт                  | этно                      | 5:28         |
| 28.                 | «Sultanas de Merkaillo»                | Ojos de Brujo               | этно                      | 3:29         |
| 29.                 | «The One»                              | Роки Давуни                 | этно                      | 4:48         |
| 30.                 | «The Sims 2 Bon Voyage theme»          | Марк Мазерсбо               | режим городка             | 2:17         |
| 31.                 | «The Sims 2 Bon Voyage Loading Screen» | Марк Мазерсбо               | режим загрузки            | 1:27         |
| 32.                 | «The Sims 2 Bon Voyage Loading Screen» | Марк Мазерсбо               | режим загрузки            | 1:27         |
| Общая длительность: | Общая длительность:                    | Общая длительность:         | Общая длительность:       | 101:00       |

## Восприятие
| Сводный рейтинг    | Сводный рейтинг |
| Агрегатор          | Оценка          |
| ------------------ | --------------- |
| Metacritic         | 74 %            |
| Иноязычные издания |                 |
| Издание            | Оценка          |
| GameRevolution     | B               |
| GameSpot           | 8,5/10          |
| GamesRadar+        | [ 26 ]          |
| GameZone           | 6,8/10          |
| IGN                | 8/10            |

Дополнение получило преимущественно положительные отзывы, его средняя оценка на агрегаторе Metacritic составила 74%.
Махамари Цукитака из сайта Game Chronicles дал игре оценку 8 из 10, отметив, что дополнение получилось ярким и разнообразным, добавляющим множество новых действий и развлечений в игруː
Как и прежде, ожидайте в больших количествах той же чистой, красочной графики, которой известна франшиза The Sims 2. «Путешествия» представляет несколько приятных новых визуальных эффектов, таких как пиратские корабли, морские волны, пена на берегу, пляжи, восточная архитектура и ацтекские руины...
Оригинальный текст (англ.)As before, expect more of the same clean, colorful graphics that the Sims 2 franchise is known for. Bon Voyage introduces some pleasant new visuals, like pirate ships, rolling waves and sea foam, beaches, Eastern-style architecture, and Aztec-esque ruins...Махамари Цукитака, из обзора дополнения «Путешествия»
Отдельно рецензент оценил возможность снимать фотографии. Однако Цукитака заметил, что дополнение создаёт нагрузку на видеокарту компьютера, из-за чего игра загружается медленнее и для быстрой работы требуется как минимум вдвое более мощный компьютер, чем прописано в системных требованиях.
Хабиб из сайта IGN назвал дополнение в общим интересным и приятным, которое доставит несомненное удовольствие фанатам серии, однако критик отметил, что дополнение слабо влияет на повседневную жизнь персонажейː по существу игрок на 10 часов увлекается новыми расширениями и снова возвращается в обыкновенную жизнь, словно дополнения не было. Другая проблема заключается в дороговизне поездки, и многим игрокам, играющим без чит-кодов, придётся долго копить на поездку.
Обозреватель сайта Gamerevolution признал, что разработчики подошли творчески к дополнению и у персонажа есть множество новых возможностей исследовать новый мир и культуры, а также опасаться разных последствий. Одновременно дороговизна поездки и блюд портит общее впечатление и приводит к тому, что вместо того, чтобы наслаждаться новой атмосферой, персонажу придётся постоянно рассчитывать свои расходы.
Эндрю парк из сайта Gamespot сообщил, что дополнение не понижает высокую планку качества, как и предыдущие дополнения к The Sims 2 — новые участки выглядят очень красочно и сильно отличаются от стандартных районов. Однако, по мнению рецензента, такие участки зачастую переполнены остальными персонажами, что немного портит общее впечатление, а управляемая семья теряется из виду. Помимо этого критик отметил и отсутствие изменений базового геймплея.